# Ralph Reed
Ralph Eugene Reed, Jr, (nacido el 24 de junio de 1961) es un político activista conservador estadounidense, más conocido como el primer director ejecutivo de la Christian Coalition of America (Coalición Cristiana de Estados Unidos) durante la década de 1990. Pidió la candidatura republicana para el cargo de Teniente Gobernador de Georgia, pero perdió la elección primaria el 18 de julio de 2006 contra el senador estatal Casey Cagle. Reed también es parte del actual escándalo del lobby indio de Jack Abramoff. Reed y su esposa, JoAnne Young, se casaron en 1987 y tienen cuatro hijos. Es miembro del Consejo de Política Nacional.
En 2009, Reed fundó la Coalición Fe y Libertad y, a partir de 2023, continúa siendo su presidente.